# Illice orbonella
Illice orbonella är en fjärilsart som beskrevs av George Francis Hampson 1900. Illice orbonella ingår i släktet Illice och familjen björnspinnare. Inga underarter finns listade i Catalogue of Life.